# Leucochloron minarum
Espèce
Synonymes
- Pithecellobium minarum Glaz. ex Harms[1]

Statut de conservation UICN

 DD  : Données insuffisantes
Leucochloron minarum est une espèce de plantes à fleurs de la famille des Fabaceae.

## Publication originale
- Memoirs of The New York Botanical Garden 74(1): 135. 1996.